# Plaza Otávio Rocha
La Plaza Otávio Rocha es una plaza de la ciudad de Porto Alegre, Brasil. Se ubica en el centro histórico de la ciudad.
Durante la administración del intendente Otávio Rocha en los años 1920 se iniciaron obras con la finalidad de conectar el centro con el barrio de Floresta conectando la Plaza XV de Novembro con la Avenida Cristovão Colombo mediante la apertura de la entonces llamada rúa São Rafael (actual avenida Alberto Bins) y la rúa 24 de Mayo (actual avenida Otávio Rocha). En este esfuerzo resultó un espacio público triangular justo en el encuentro de ambas avenidas. 
En 1939, la plaza ya tenía el nombre actual y recibió un monumento del intendente Rocha. Posteriormente, en los años 1950 y 1970 fue remodelada a su configuración actual.